# Xian de Weixin
Le xian de Weixin (威信县 ; pinyin : Wēixìn Xiàn) est un district administratif de la province du Yunnan en Chine. Il est placé sous la juridiction de la ville-préfecture de Zhaotong.

## Démographie
La population du district était de 345 268 habitants en 1999.